# Les Schtroumpfs à Pilulit
Les Schtroumpfs à Pilulit est le trente-et-unième album, et la quatre-vingt-quinzième histoire, de la série de bande dessinée Les Schtroumpfs originellement créée par Peyo. Publié en 2013 aux éditions Le Lombard, l'album est scénarisé par Alain Jost et Thierry Culliford et illustré par Pascal Garray.

## Résumé
Le Schtroumpf poète a un problème : tout le monde trouve ses poésies ennuyeuses. Alors il a une idée : il va créer une belle histoire pour ses frères. Il se met au travail, et au bout de quelques jours, il a rédigé un roman, qui raconte une fiction censée être arrivée à six schtroumpfs dont le Schtroumpf à lunettes, le Schtroumpf costaud, le Schtroumpf gourmand et lui-même. Ils vont rencontrer une tribu d'humanoides de très petites tailles...

## Autour de l'album
- Cet album a pour particularité d'inverser le rapport de taille habituel entre les Schtroumpfs et leur entourage. Graphiquement, les Schtroumpfs remplissent abondamment les cases, qui semblent bien trop petites pour eux.

- L'album est une référence directe aux Voyages de Gulliver de Jonathan Swift, surtout en ce qui concerne le premier voyage de Lemuel Gulliver au pays des Lilliputiens. Par ailleurs, Lilliput et Pilulit sont des paronymes.

- À la fin de l'album, un cavalier égaré dans la forêt trouve par hasard le roman du Schtroumpf poète et, le trouvant intéressant, décide de l'emmener avec lui pour l'étudier au calme. Ce cavalier, dont le cheval se nomme Gulliver, semble être un clin d'œil à l'auteur du célèbre roman.

- Le cavalier s'éloigne en chantant, vu de dos : « Je suis un pauvre trouvère solitaire, bien loin de son foyer », une référence à la traditionnelle case de fin des albums de Lucky Luke.

- Dans la planche 19, case 2, le Schtroumpf costaud s'exclame à propos des Pilus : « Quoi ?! Ils sont vraiment schtroumpfs, ces Pilus ! » Cette exclamation rappelle celle d'Obélix « Ils sont fous, ces Romains ! », dans les albums d'Astérix.

- Dans la planche 35, les 3 dernières cases révèlent que les anciens du village de Pilulit, bien qu'ils ont encore une force physique suffisante, ont décidé d'arrêter de travailler simplement parce qu'ils n'en ont plus envie, une référence aux débats sur la réforme des retraites[réf. nécessaire].